# Сад плачи ако, ако
Сад плачи ако, ако је четврти студијски албум Братислава Бате Здравковића, који је издат 2000. године за издавачку кућу ЗаМ на у.

## Списак песама
| №   | Назив                    | Трајање |  |
| 1.  | Сад плачи ако, ако       |         |  |
| 2.  | Душмани нам завиде       |         |  |
| 3.  | Нико и ништа             |         |  |
| 4.  | Ако те истина заболи     |         |  |
| 5.  | Потражи ме међу пијанима |         |  |
| 6.  | Гледа онај од горе       |         |  |
| 7.  | Даће бог                 |         |  |
| 8.  | Анђеле плави             |         |  |
| 9.  | Врати се моме другу      |         |  |
| 10. | Ево свиће зора           |         |  |